# Радовишка българска община
Радовишката българска община е гражданско-църковно сдружение на българите екзархисти в Радовиш, Османската империя, съществувало от 70-те години на XIX век до 1913 година, когато е закрита след Междусъюзническата война от новите сръбски власти.

## История
На 20 май 1878 година от името на Радовишката българска община Христофор Константинов и Христо Алексиев подписват Мемоара до Великите сили с искане за прилагане на Санстефанския договор и неоткъсване на Македония от новосъздадената българска държава. Видни членове на общината са Димитър Ципушев и Ташо Андонов.
В 1907 година общината е оглавена от архимандрит Паисий Пастирев. След него за председател на общината е избран йеромонах Йосиф Тасев, който е убит на 6 февруари 1908 година.